# Robert Thurman
Robert Alexander Farrar Thurman (Nueva York, 3 de agosto de 1941) es un escritor y académico estadounidense que ha escrito, editado y traducido una gran cantidad de libros de temática budista. Es el padre de la actriz Uma Thurman. Se desempeñó como docente de estudios budistas tibetanos en la Universidad de Columbia, ocupando la primera cátedra subvencionada en este campo de estudio en los Estados Unidos. También es el cofundador y presidente del centro cultural Tibet House en Nueva York. Tradujo, entre otros textos notables, el Sutra Vimalakirti Nirdesa del Kanjur tibetano al inglés.

## Obras

### Traducciones y creaciones
- The Holy Teaching of Vimalakirti: A Mahayana Scripture, Editorial de la Universidad de Pensilvania, 2000, ISBN 9780271012094
- The Central Philosophy of Tibet: A Study and Translation of Jey Tsong Khapa's Essence of True Eloquence, Editorial de la Universidad de Princeton, 1991 ISBN 9780691020679
- The Tibetan Book of the Dead: The Natural Liberation Through Understanding in the Between, Random House, 1994, ISBN 9780553370904
- Essential Tibetan Buddhism, Castle Books, 1995 ISBN 9780062510518
- Wisdom and Compassion: The Sacred Art of Tibet, Abrams, 1996 ISBN 9780810939851
- Mandala: The Architecture of Enlightenment, Shambhala Publications, 1997 ISBN 9780500280188
- World of Transformation: Masterpieces of Tibetan Sacred Art in the Donald Rubin Collection, Tibet House/Abrams, 1999 ISBN 978-0810963870
- Inner Revolution: Life, Liberty, and the Pursuit of Real Happiness, Penguin Group, 1999 ISBN 9781573227193
- Circling the Sacred Mountain: A Spiritual Adventure Through the Himalayas, Bantam Doubleday Dell, 1999 ISBN 9780553103465
- Infinite Life: Seven Virtues for Living Well, Riverhead Books, 2004, ISBN 9781594480690
- The Universal Vehicle Discourse Literature, Editorial de la Universidad de Columbia, 2005 ISBN 9780975373408
- The Jewel Tree of Tibet: The Enlightenment Engine of Tibetan Buddhism, Free Press/Simon & Schuster, 2005 ISBN 9780743257633
- Anger: of the Seven Deadly Sins, Editorial de la Universidad de Oxford, 2005, ISBN 9780195169751
- Life and Teachings of Tsongkhapa, Biblioteca de estudios tibetanos, 2006, ISBN 9788186470442
- Why the Dalai Lama Matters: His Act of Truth as the Solution for China, Tibet and the World, Atria Books/Beyond Words, 2008, ISBN 9781582702209
- A Shrine for Tibet: The Alice Kandell Collection, Overlook, 2010 ISBN 9780967011578
- Brilliant Illumination of the Lamp of the Five Stages, Editorial de la Universidad de Columbia, 2011, ISBN 9781935011002
- Love Your Enemies: How To Break the Anger Habit & Be a Whole Lot Happier, Hay House, 2013 ISBN 9781401928148